# Irina Elisabeta Kovács
Kovács Irina Elisabeta (n. 16 aprilie 1966, Jibou, România) este un senator român, ales în 2020 din partea UDMR. 